# Vipère de Séoane
Vipera seoanei
Espèce
Synonymes
- Vipera berus seoanei Lataste, 1879
- Vipera seoanei Engelmann et al., 1993
- Vipera (Pelias) seoanei Venchi & Sindaco, 2006

Statut de conservation UICN

 LC  : Préoccupation mineure
Vipera seoanei, la Vipère de Séoane, est une espèce de serpents de la famille des Viperidae qui se rencontre dans le nord-ouest de la péninsule Ibérique et l'extrême sud-ouest de la France. Ce serpent venimeux diurne − mais qui devient nocturne aux fortes chaleurs − et vivipare atteint en général entre 40 et 50 cm. Il est très variable dans ses couleurs et motifs, en général beige, marron ou gris avec en général une bande dorsale aux bordures irrégulières. Ses écailles sont fortement carénées, et il a une tête triangulaire, aux yeux à la pupille fendue verticalement. 
Il fréquente les bois, landes, ronciers et clairières mais évite les zones trop sèches et très rocailleuses, jusqu'à 1 900 m dans les montagnes de la côte de Cantabrie, et se nourrit de petits mammifères, oiseaux et reptiles. Les femelles se reproduisent en général une fois tous les deux ans et donnent naissance à la fin de l'été à 3 à 10 vipereaux qui mesurent entre 14 et 19 cm. 
Ce serpent est classé comme « Préoccupation mineure » par l'UICN, sa survie à moyen terme n'est donc pas préoccupante.

## Description

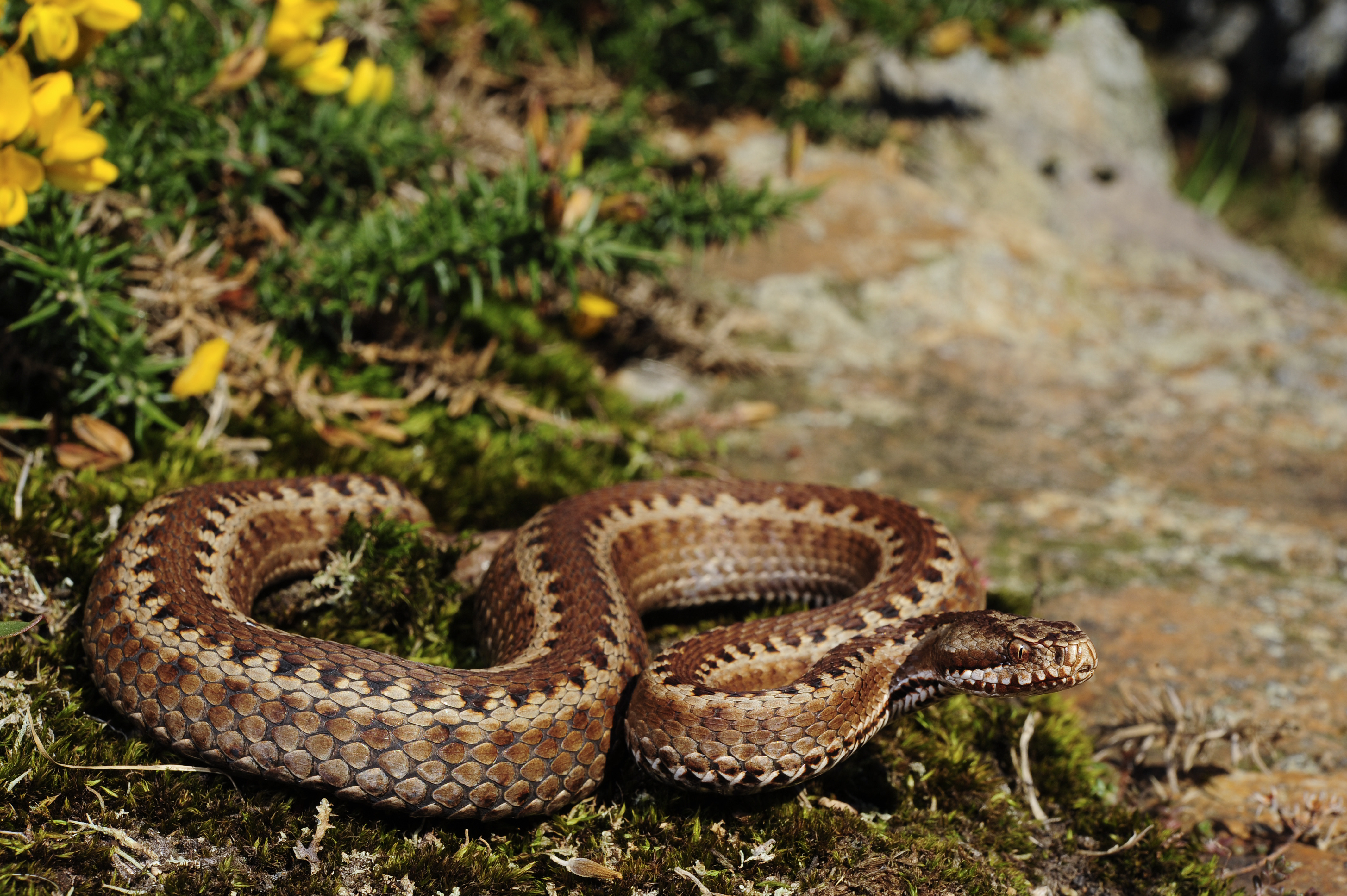
Vipera seoanei présentant une coloration et des motifs différents de celle montrée plus haut

C'est un serpent dont la longueur varie généralement entre 40 et 50 cm, 65 cm maximum. Les femelles sont plus grandes que les mâles. Elle est considérée comme la plus petite vipère de la péninsule ibérique. Comme toutes les vipères d'Europe elle a des yeux à pupilles fendues verticalement, présente une tête relativement triangulaire bien découplée du corps (mais moins large que les autres vipères de France) et une queue qui s'amenuise assez rapidement. Elle présente également des écailles plus épaisses au-dessus des yeux donnant l'impression de sourcils. Les écailles sont assez fortement carénées et même nervurées, de forme plutôt ovale et d'assez grande taille, donnant un aspect rugueux à la peau.
C'est une espèce avec une forte variabilité dans ses couleurs et motifs. Le dos est la plupart du temps beige, marron ou gris avec des motifs variables. La ligne centrale a généralement des bords ondulés ou même en zigzag, et est parfois segmentée de lignes transversales. Il existe des individus de couleur quasi-unie, gris voire gris très sombre. Il semble y avoir une plus forte proportion d'individus mélaniques dans les zones montagneuses. Les mâles ont en général des couleurs plus contrastées que les femelles. Le ventre est gris à gris sombre tirant sur le jaune ou l'orange vers la queue, et présente souvent des taches en bordure des flancs. Les mâles semblent plus souvent avoir des tons allant du blanc au noir, alors que les femelles sont plus souvent dans les tons bruns.
Certains regroupent les variations de couleurs en cinq groupes. La forme « classique » : ligne dorsale avec bordure en zigzag ; la forme « bilinéaire » : ligne dorsale droite, bordée de chaque côté d'une ligne contrastée droite ; la forme « unie » : corps quasiment unicolore (généralement brun plus ou moins clair, mais pas noir) ; la forme « mélanique » : corps quasiment unicolore noir ; la forme « cantabrica » : ligne dorsale quasiment absente.

### Espèces ressemblantes
La Vipère de Séoane peut être confondue avec la Vipère péliade (Vipera berus), mais elles ne partagent pas la même répartition. Elle peut aussi se confondre avec la Vipère aspic (V. aspis), uniquement possible sur la petite zone de recoupement de leur répartition au Pays basque. La Vipère de Séoane se distingue de cette espèce par l'absence d'un museau fortement retroussé, par la présence d'un unique rang de petites écailles suboculaires (presque toujours) et par un nombre plus faible d'écailles ventrales (en général moins de 143).

## Répartition

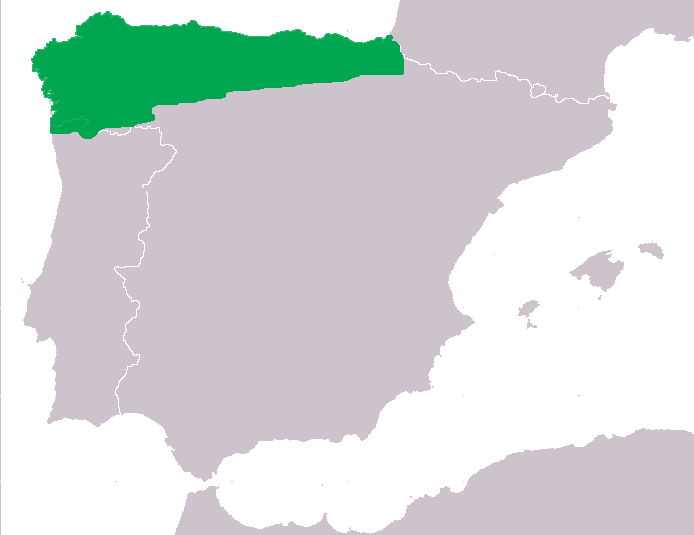
Répartition de l'espèce

Cette vipère se rencontre uniquement dans le nord de la péninsule Ibérique, dans l'extrême Sud-Ouest de la France, à la frontière franco-espagnole, et jusqu'à l'extrême Nord du Portugal en passant par le Nord de l'Espagne.
Elle se rencontre jusqu'à 1 200 m d'altitude au Portugal et jusqu'à 1 900 m dans les montagnes de la côte de Cantabrie.
La sous-espèce V. s. catabria ne se rencontre qu'en altitude en Cantabrie, et V. s. seoanei sur le reste de la zone de répartition. Cette vipère est quasiment la seule vipère présente sur sa zone de répartition, à l'exception d'un recouvrement avec la Vipère aspic dans le Sud de la France,.

## Biologie et mœurs
C'est un serpent principalement diurne mais qui peut être actif la nuit lorsque les températures sont élevées. Il est terrestre mais peut grimper dans les plantes basses, principalement pour s'y chauffer au soleil. Il sort d'hibernation en général en mars et s'y replonge en novembre.
Assez commune dans son aire de répartition il fréquente les bois, landes, ronciers et clairières mais évite les zones trop sèches et très rocailleuses.
Cette espèce se nourrit principalement de petits mammifères mais consomme également de petits oiseaux, des reptiles (Podarcis, Zootoca vivipara, Orvets) et des amphibiens (salamandre tachetée). Les jeunes consomment principalement ces deux derniers. Elle peut consommer très occasionnellement des invertébrés.
Elle mue en général deux fois par an, et peut vivre plus de 13 ans dans la nature.
Elle est peu agressive. Lorsqu'elle est dérangée elle préfère en général fuir. Acculée elle s'enroule sur elle-même en laissant sortir la tête, ce qui lui permet de protéger son corps et d'être prête à mordre. Elle mord également lorsqu'elle est attaquée ou attrapée. Une morsure ne débouche pas systématiquement sur l'injection de venin qu'elle préfère garder pour la chasse.

### Reproduction
La Vipère de Séoane est vivipare. Les mâles sont matures entre la troisième et quatrième année, et les femelles entre la troisième et la cinquième année de vie (lorsqu'ils atteignent entre 32 et 38 cm).
Elles ne se reproduisent qu'une fois tous les deux ans, parfois tous les ans lorsque les conditions sont optimales. L'accouplement a généralement lieu entre avril et mai. Les femelles donnent ensuite naissance entre fin août et début septembre à de 3 à 10 vipereaux qui mesurent entre 14 et 19 cm de long).

## Liste des sous-espèces
Selon The Reptile Database (6 octobre 2015) :
- Vipera seoanei seoanei Lataste, 1879
- Vipera seoanei cantabrica Braña & Bas, 1983

La sous-espèce nominale, V. s. seoanei, est présente sur la majeure partie de l'aire de répartition, du niveau de la mer jusqu'à 1 500 m d'altitude. L'autre sous-espèce, V. s. cantabrica, n'est présente que dans les monts de Cantabrie entre 600 et 1 900 m d'altitude.

## Venin
Cette espèce présente un venin dont la virulence varie selon la répartition géographique. Il semble que celui de la sous-espèce V. s. cantabrica soit plus actif. Chez l'Homme il entraine des œdèmes et des douleurs mais rarement la mort.
Pour la sous-espèce V. s. cantabrica la dose létale médiane (DL50) varie de 6,9 à 9,9 mg, les individus du Pays basque et du nord de la Cantabrie ont une DL50 comprise entre 23,1 et 23,6 mg, et les individus des autres zones ont une DL50 comprise entre 13,2 et 16,2 mg. Le venin de la sous-espèce V. s. cantabrica est au moins deux fois plus toxique que celui des autres populations (des valeurs de DL50 faibles correspondent à une dangerosité élevée).

## Menaces et protections
Ce serpent est classé comme « Préoccupation mineure » (LC) sur la liste rouge de l'UICN. Toutefois il est classé en « Quasi-menacée » (NT) sur la liste route du comité français de l'UICN.
Selon l'UICN les principales menaces qui pèsent sur cette vipère sont la destruction directe par l'homme lorsqu'il la rencontre et la disparition de son habitat à cause des incendies, la progression des surfaces agricoles intensives avec comme conséquence la disparition des haies.

### Prédation
En dehors de l'homme qui peut la tuer par peur des vipères il existe plusieurs espèces qui peuvent s'attaquer la Vipère de Séoane (adultes ou jeunes ) : la Coronelle lisse (qui consomme de petits reptiles), la Buse variable, la Circaète Jean-le-Blanc, la Loutre d'Europe, la Genette commune, Renard roux et le Chat sauvage.

## Taxinomie et évolution
Cette espèce a d'abord été décrite comme une sous-espèce de Vipera berus sous le nom de Vipera berus seoanei par Fernand Lataste en 1879. Elle a été élevée au rang d'espèce par Saint-Girons & Duguy en 1976. La sous-espèce Vipera seoanei cantabrica a quant à elle été décrite en 1983 par Braña & Bas.
Il semble que la Vipère de Séoane puisse s'hybrider avec la Vipère aspic, au moins en captivité. Une étude comparée des caractéristiques de 13 petits viables de première génération ainsi que de 5 hybrides de seconde génération montrent que les hybridations dans la nature − dans les zones de recoupement de leur aire de répartition − sont au mieux extrêmement rares et probablement inexistantes.
La Vipère de Séoane a probablement divergé génétiquement de la proche Vipera berus à la fin du Pliocène et ces deux groupes ont évolué depuis en fonction des oscillations climatiques du Quaternaire.

## Étymologie
L'épithète spécifique de cette espèce, seoanei, est dédié au naturaliste espagnol Victor López Seoane y Pardo-Montenegro. Son nom vernaculaire, Vipère de Séoane, est la traduction du nom spécifique latin. La sous-espèce Vipera seoanei cantabrica est nommée en référence au lieu de sa découverte, la Cantabrie, et son nom vernaculaire est la Vipère de Séoane catabrique.

### Publications originales
- Braña & Bas, 1983 : Vipera seoanei cantabrica ssp n. Munibe Sociedad de Ciencias Aranzadi San Sebastián, vol. 35, no 1-2, p. 87-88 (texte intégral).
- Lataste, 1879 : Diagnose d’une vipère nouvelle d’Espagne. Bulletin de la Société zoologique de France, Angers, vol. 4, p. 132 (texte intégral).
- H. Saint Girons & R. Duguy, 1976 : Ecologie et position systematique de Vipera seoanei Lataste, 1879. Bulletin de la Societe Zoologique de France, vol. 101, p. 325-339